# Saraca
Genre
Classification phylogénétique
Saraca est un genre de plantes à fleurs dicotylédones de la famille des Fabaceae, sous-famille des Caesalpinioideae, originaire d'Asie tropicale, qui comprend une dizaine d'espèces acceptées.
Ce sont des arbres aux feuilles composées pennées et aux fleurs apétales, au calice tubulaire à quatre lobes rouge-orangé, groupées en panicules corymbeuses.

## Liste d'espèces
Selon The Plant List (10 novembre 2018) :
- Saraca asoca (Roxb.) Willd.
- Saraca celebica W.J.de Wilde
- Saraca declinata Miq.
- Saraca dives Pierre
- Saraca griffithiana Prain
- Saraca hullettii Prain
- Saraca indica L.
- Saraca monadelpha W.J.de Wilde
- Saraca schmidiana J.E.Vidal
- Saraca thaipingensis Prain
- Saraca tubiflora W.J.de Wilde